# Nuța Olaru

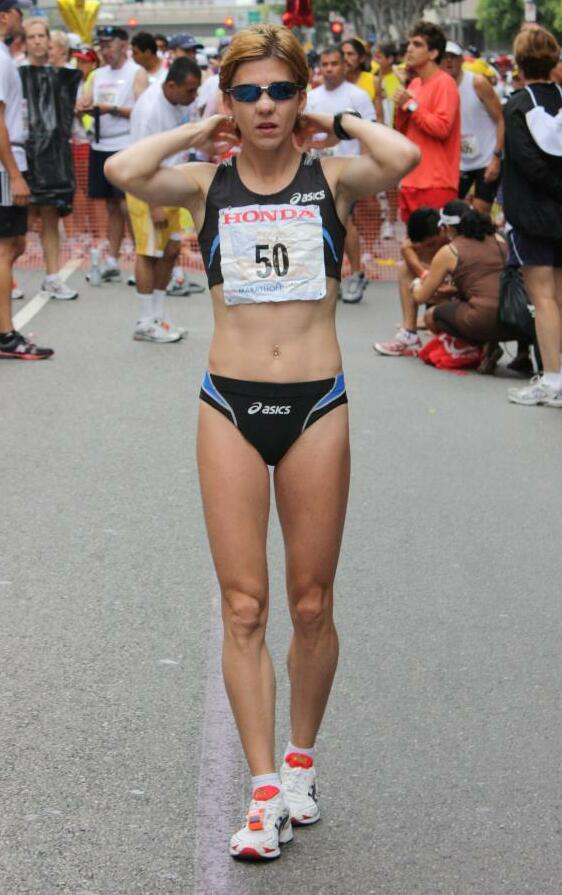
La Maratonul de la Los Angeles din 2009

Nuța Olaru (n. 28 august 1970, Orodel, Dolj, România) este o fostă atletă română, alergătoare pe distanțe lungi, specializată în maraton și semimaraton. A devenit cetățean SUA în 2011.

## Biografie
Atleta s-a apucat de atletism la vârsta de 12 ani. În anul 1989 a participat la Campionatul European de Juniori, clasându-se pe locul 4 la 1500 m. La Campionatul Mondial de alergare pe șosea din 1991 a cucerit medalia de argint cu echipa României, compusă din Iulia Negură, Georgeta State, Nuța Olaru. La Universiada din 1993 a ocupat locul patru la maraton și la Universiada din 1995 s-a clasat pe locul cinci.
Nuța Olaru a câștigat cu echipa României de patru ori medalia de aur la Campionatul Mondial de Semimaraton (Palma de Mallorca 1996, Košice 1997, Veracruz 2000, Edmonton 2005), la care se adaugă una de bronz. A participat la șase ediții ale Campionatelor Mondiale (Atena 1997, Edmonton 2001, Paris 2003, Helsinki 2005, Osaka 2007 și Berlin 2009), iar în 2004 a participat la Jocurile Olimpice de la Atena.
Sportiva a alergat la toate cele șase maratoane importante (World Marathon Majors), Tokio, Boston, Londra, Berlin, Chicago și New York, cele mai bune rezultate fiind locul doi la Chicago (2004) și locul trei la Tokio (2010). Cel mai bun timp (2:24:33) l-a scos la maratonul din Chicago pe 10 octombrie 2004.
Maestră  a sportului (1988). Maestră Emerită a Sportulu. În 2004 ea a primit Ordinul Meritul Sportiv clasa a III-a.

## Palmares
| An                   | Competiție                                   | Locație                    | Loc                  | Eveniment            | Note                 |
| Reprezentând România | Reprezentând România                         | Reprezentând România       | Reprezentând România | Reprezentând România | Reprezentând România |
| -------------------- | -------------------------------------------- | -------------------------- | -------------------- | -------------------- | -------------------- |
| 1989                 | Campionatul Mondial de Cros (sub 20)         | Stavanger, Norvegia        | 73                   | 4 km                 | 17:29                |
| 1989                 | Campionatul Mondial de Cros (sub 20)         | Stavanger, Norvegia        | 12                   | echipe               | 17:29                |
| 1989                 | Campionatul European de Juniori (sub 20)     | Varaždin, Iugoslavia       | 4                    | 1500 m               | 4:14,82              |
| 1991                 | Campionatul Mondial de alergare pe șosea     | Nieuwegein, Norvegia       | 16                   | 15 km                | 50:13                |
| 1991                 | Campionatul Mondial de alergare pe șosea     | Nieuwegein, Norvegia       | 2                    | echipe               | 50:13                |
| 1993                 | Universiada                                  | Buffalo, Statele Unite     | 4                    | maraton              | 2:43:22              |
| 1995                 | Universiada                                  | Fukuoka, Japonia           | 5                    | maraton              | 3:03:28              |
| 1996                 | Beograd Marathon                             | Belgrad, Serbia            | 4                    | maraton              | 2:40:08              |
| 1996                 | Campionatul Mondial de Semimaraton           | Palma de Mallorca, Spania  | 4                    | semimaraton          | 1:11:07              |
| 1996                 | Campionatul Mondial de Semimaraton           | Palma de Mallorca, Spania  | 1                    | echipe               | 1:11:07              |
| 1996                 | Campionatul European de Cros                 | Charleroi, Belgia          | 26                   | 4,6 km               | 18:05                |
| 1996                 | Campionatul European de Cros                 | Charleroi, Belgia          | 6                    | echipe               | 18:05                |
| 1997                 | Paris Marathon                               | Paris, Franța              | 6                    | maraton              | 2:34:25              |
| 1997                 | Campionatul Mondial                          | Atena, Grecia              | 30                   | maraton              | 2:47:12              |
| 1997                 | Campionatul Mondial de Semimaraton           | Košice, Slovacia           | 5                    | semimaraton          | 1:09:52              |
| 1997                 | Campionatul Mondial de Semimaraton           | Košice, Slovacia           | 1                    | echipe               | 1:09:52              |
| 1998                 | Campionatul European                         | Budapesta, Ungaria         | 34                   | maraton              | 2:42:44              |
| 1998                 | Campionatul Mondial de Semimaraton           | Zürich, Elveția            | –                    | semimaraton          | NT                   |
| 1999                 | Nagano Marathon                              | Nagano, Japonia            | 7                    | maraton              | 2:37:39              |
| 2000                 | Los Angeles Marathon                         | Los Angeles, Statele Unite | 2                    | maraton              | 2:35:14              |
| 2000                 | Semimaratonul de la Lille                    | Lille, Franța              | 1                    | semimaraton          | 1:11:08              |
| 2000                 | Campionatul Mondial de Semimaraton           | Veracruz, Mexic            | 41                   | semimaraton          | 1:20:00              |
| 2000                 | Campionatul Mondial de Semimaraton           | Veracruz, Mexic            | 1                    | echipe               | 1:20:00              |
| 2000                 | Mazatlan Maratho                             | Mazatlán, Mexic            | 2                    | maraton              | 2:39:00              |
| 2001                 | Los Angeles Marathon                         | Los Angeles, Statele Unite | 2                    | maraton              | 2:37:22              |
| 2001                 | London Marathon                              | Londra, Marea Britanie     | 6                    | maraton              | 2:25:18              |
| 2001                 | Campionatul Mondial                          | Edmonton, Canada           | 15                   | maraton              | 2:33:05              |
| 2001                 | Campionatul Mondial de Semimaraton           | Bristol, Marea Britanie    | 11                   | semimaraton          | 1:10:27              |
| 2001                 | Campionatul Mondial de Semimaraton           | Bristol, Marea Britanie    | 5                    | echipe               | 1:10:27              |
| 2002                 | Boston Marathon                              | Boston, Statele Unite      | 7                    | maraton              | 2:30:26              |
| 2002                 | Campionatul European                         | München, Germania          | –                    | maraton              | NT                   |
| 2002                 | Chicago Marathon                             | Chicago, Statele Unite     | 8                    | maraton              | 2:31:37              |
| 2003                 | Campionatul Mondial                          | Paris, Franța              | 11                   | maraton              | 2:28:24              |
| 2003                 | Campionatul Mondial de Semimaraton           | Vilamoura, Portugalia      | 23                   | semimaraton          | 1:13:00              |
| 2003                 | Campionatul Mondial de Semimaraton           | Vilamoura, Portugalia      | 3                    | echipe               | 1:13:00              |
| 2003                 | Chicago Marathon                             | Chicago, Statele Unite     | 9                    | maraton              | 2:29:00              |
| 2004                 | Boston Marathon                              | Boston, Statele Unite      | 5                    | maraton              | 2:30:44              |
| 2004                 | Jocurile Olimpice                            | Atena, Grecia              | 13                   | maraton              | 2:34:45              |
| 2004                 | Chicago Marathon                             | Chicago, Statele Unite     | 2                    | maraton              | 2:24:33              |
| 2005                 | Boston Marathon                              | Boston, Statele Unite      | 10                   | maraton              | 2:37:37              |
| 2005                 | Campionatul Mondial                          | Helsinki, Finlanda         | –                    | maraton              | NT                   |
| 2005                 | Campionatul Mondial de Semimaraton           | Edmonton, Canada           | 8                    | semimaraton          | 1:11:07              |
| 2005                 | Campionatul Mondial de Semimaraton           | Edmonton, Canada           | 1                    | echipe               | 1:11:07              |
| 2005                 | New York City Marathon                       | New York, Statele Unite    | 15                   | maraton              | 2:33:49              |
| 2005                 | Las Vegas Marathon                           | Las Vegas, Statele Unite   | 4                    | maraton              | 2:31:57              |
| 2006                 | Los Angeles Marathon                         | Los Angeles, Statele Unite | 4                    | maraton              | 2:30:30              |
| 2006                 | Chicago Marathon                             | Chicago, Statele Unite     | 6                    | maraton              | 2:25:37              |
| 2007                 | Osaka International Ladies Marathon          | Osaka, Japonia             | 7                    | maraton              | 2:33:47              |
| 2007                 | Campionatul Mondial                          | Osaka, Japonia             | –                    | maraton              | NT                   |
| 2007                 | Chicago Marathon                             | Chicago, Statele Unite     | 6                    | maraton              | 2:39:04              |
| 2008                 | Boston Marathon                              | Boston, Statele Unite      | 7                    | maraton              | 2:33:56              |
| 2008                 | San Diego Rock 'n' Roll Marathon             | San Diego, Statele Unite   | 3                    | maraton              | 2:30:54              |
| 2008                 | Denver Marathon                              | Denver, Statele Unite      | 1                    | maraton              | 2:42:22              |
| 2008                 | San Antonio Rock 'n' Roll Marathon           | San Antonio, Statele Unite | 1                    | maraton              | 2:28:54              |
| 2009                 | Houston Marathon                             | Houston, Statele Unite     | 2                    | maraton              | 2:27:25              |
| 2009                 | San Diego Rock 'n' Roll Marathon             | San Diego, Statele Unite   | 3                    | maraton              | 2:30:40              |
| 2009                 | Campionatul Mondial                          | Berlin, Germania           | 60                   | maraton              | 3:00:59              |
| 2009                 | Campionatul Mondial de Semimaraton           | Birmingham, Marea Britanie | 47                   | semimaraton          | 1:16:56              |
| 2010                 | Tokyo Marathon                               | Tokio, Japonia             | 3                    | maraton              | 2:36:42              |
| 2011                 | Tokyo Marathon                               | Tokio, Japonia             | 14                   | maraton              | 2:41:42              |
| 2011                 | Sacramento California International Marathon | Sacramento, Statele Unite  | 3                    | maraton              | 2:37:13              |

1. ↑  Alina Gherasim a fost a cincea cea mai bună româncă, doar primele trei au primit o medalie.

## Recorduri personale
| Probă       | Performanță | Dată               | Locație               |
| ----------- | ----------- | ------------------ | --------------------- |
| Semimaraton | 1:08:59     | 14 septembrie 2002 | Drobeta-Turnu Severin |
| Maraton     | 2:24:33     | 10 octombrie 2004  | Chicago               |